# Овити, Сирил
Сирил Овити (фр. Cyril Auvity, род. 1977) — французский оперный певец (тенор), исполнитель аутентичной музыки, в том числе оперы барокко. Наряду с Жан-Полем Фушекуром известен возрождением традиций французского от-контра XVII-XVIII веков.

## Биография
Сирил Овити изучал физику в Лилльском университете и вокал в Лилльской консерватории (завершил обучение в 1999 году). Пел в хоре мальчиков Manécanterie des Petits Chanteurs à la croix de bois. Позднее сделал выбор в пользу певческой карьеры, специализируется на исполнении старинной музыки.
В 1999 году Овити победил на Международном вокальном конкурсе в Клермон-Ферране. На большой сцене дебютировал в 2000 году под руководством Уильяма Кристи, в роли Телемака в постановке «Возвращения Улисса на родину» Клаудио Монтеверди на Оперном фестивале в Экс-ан-Провансе. После Экс-ан-Прованса исполнял партию Телемака в Королевском театре (Мадрид) и в других европейских странах, а также в США. Исполнял роль Пигмалиона в копродукции Оперного театра Нанси и Театра Шатле — «Пигмалионе» Рамо, партию Актеона в «Диане и Актеоне» Шарпантье (постановка Эммануэль Аим на фестивале в Олдбро), пел в опере Пёрселла «Дидона и Эней» (постановка Джейн Гловер). Исполнял Клаудио в «Саллюстии» (La Salustia) Джованни Перголези (постановка Ж.-П. Скарпитты, традиционно эта партия исполняется женщиной).
Работа Овити в концертной записи оперы Люлли «Фаэтон» (Тритон, Солнце, Земля; Les Talens lyriques, Aparté), наряду с исполнителем заглавной роли Эмилиано Гонсалесом Торо, признана одной из сильнейших мужских партий проекта. Хвалебных отзывов, лишь с сожалением критика о малом времени, отведенном главному герою, удостоился Амадис Овити в записи одноименной оперы Люлли, реализованной К. Руссе в сотрудничестве с Камерным хором Намюра.
Отдельный интерес Овити проявляет к старинным придворным кантатам и ариям. Запись произведений, написанных специально для исполнения при королевских дворах, Stances du Cid, созданная в сотрудничестве с испанским лейблом Glossa Music, принесла Овити премию Diapason d'Or.
Овити продолжает сотрудничество с Уильямом Кристи, а также другими дирижёрами, работающими в области старинной музыки: Кристофом Руссе, Эммануэль Аим, Эрве Нике (Персей в одноимённой опере Люлли, постановка в Торонто), Габриэлем Гарридо, Венсаном Дюместром, Леонардом Гарсиа Аларконом (Язон в «Медее» Шарпантье, Большой театр Женевы, 2019).

## Репертуар
- Клаудио Монтеверди: Первый пастух, Второй пастух, Первый дух «Орфей» (Большой театр Женевы); Телемак, «Возвращение Улисса на родину» (Театро Реал; дирижёр У. Кристи, режиссёр П. Л. Пицци)
- Франческо Кавалли: «Любовь Аполлона и Дафны»; Иппарх, «Эгисф» (Опера Комик, Опера Руана; дирижёр В. Дюместр, режиссёр Б. Лазар); Пан, «Калисто»;
- Жан Батист Люлли: Персей, «Персей» (Торонто, запись на DVD, дирижёр Э. Нике, режиссёр М. Пинковски); Морфей, «Атис» (Опера Комик/Версальская опера, дирижёр У. Кристи, режиссёр Ж.-М. Виллежье); Амадис, «Амадис» (Европейский тур, запись на CD; дирижёр К. Руссе); Тритон, Солнце, Земля, «Фаэтон» (концертное исполнение, дирижёр К. Руссе, Les Talens Lyriques[5]; Пермский театр оперы и балета, дирижер Венсан Дюместр), Беллерофон, «Беллерофон» (Европейский тур, запись на CD; дирижёр К. Руссе);
- Генри Пёрселл: «Королева фей»; Эней, Дух: «Дидона и Эней»;
- Георг Фридрих Гендель: Фабио, «Береника»; Ацис, Галатея и Полифем[2] (кантата, Amsterdam Concertgebouw, дирижёр Л. Г. Аларкон)
- Жан Филипп Рамо: Феспис/Меркурий, «Платея» (Рейнская опера, запись на DVD; Театр ан дер Вин, дирижёр У. Кристи, режиссёр Р. Карсен); Пигмалион, «Пигмалион» (Рейнская опера; дирижёр Э. Нике); Дон Карлос, Дамон «Галантные Индии»;
- Марк Антуан Шарпантье: Актеон, «Актеон» (дирижёр Э. Аим); Язон «Медея» (дирижёр Леонардо Гарсия Аларкон);  «Давид и Ионафан» (дирижёр У. Кристи)[2]
- Моцарт: Моностатос, «Волшебная флейта» (Опера Бордо); Дон Оттавио, «Дон Жуан»; Дон Базилио, «Свадьба Фигаро»
- Джованни Баттиста Перголези: Клаудио, La Salustia (постановка Жана-Поля Скарпитты)
- Андре Кампра: Учитель танца, Искатель удачи, Адольф, «Венецианские празднества» (У. Кристи, Les Arts Florissants, Опера Комик, 2015)[7]